# Pius Albert Del Corona
Pius Albert Del Corona właśc. Pio Alberto Del Corona – (ur. 5 lipca 1837 w Livorno, zm. 15 sierpnia 1912  we Florencji) – włoski biskup tytularny Draso, emerytowany biskup San Miniato. Założyciel zgromadzenia Sióstr Dominikanek od Ducha Świętego, błogosławiony Kościoła katolickiego.
Był najmłodszym z czworga dzieci, jego rodzice byli rzemieślnikami. Od małego odznaczony był pobożnością i w wieku 17 lat w sanktuarium Matki Bożej z Montenero złożył ślubowanie, że całe życie odda Bogu. W 1854 wyjechał do Florencji do klasztoru dominikanów, gdzie 1 lutego 1855 przyjął habit i zmienił imię na Pius. Rok później 1 lutego złożył śluby zakonne.
5 lutego 1860 przyjął święcenia kapłańskie. 21 grudnia 1874 papież Pius IX mianował go na biskupa koadiutora San Miniato. 3 stycznia 1875 wyświęcony na biskupa tytularnego Draso. 30 sierpnia 1907  przeszedł na emeryturę. 31 grudnia 1907 został kreowany przez Piusa X na kardynała. 10 sierpnia 1912 związku z pogarszającym się stanem zdrowia przyjął ostatnie namaszczenie. Zmarł we Florencji 5 dni później w święto Wniebowzięcie Najświętszej Maryi Panny. W 1925 jego ciało zostało przeniesione z miejskiego cmentarza do krypty zgromadzenia Sióstr Dominikanek od Ducha Świętego, którego był założycielem.
W 1942 rozpoczął się jego proces beatyfikacyjny. Papież Franciszek 17 września 2014 podpisał dekret potwierdzający cud za jego wstawiennictwem. Jego beatyfikacja odbyła się 19 września 2015. Tego dnia w San Miniato kardynał Angelo Amato, prefekt Kongregacji Spraw Kanonizacyjnych, w imieniu Franciszka beatyfikował Alberta Del Coronę.
Jego wspomnienie liturgiczne obchodzone jest 15 sierpnia (dies natalis).